# آوای نهنگ

تصویر روی جلد

آوای نهنگ نام کتابی از احمد بیگدلی است. کتاب ۳ فصل دارد و هر فصل (دفتر) شامل داستان‌هایی است که نویسنده در آن‌ها سعی کرده با تکیه بر تجربیات گذشته، شیوه‌های جدیدی از داستان‌نویسی را تجربه کند.

## داستان
سبک و سیاق فضای داستان‌ها در عین روان بودن، در بر گیرندهٔ بعضی پیچیدگی‌های داستان‌نویسی حرفه‌ای هم هست. نثر داستان‌ها نسبت به ادبیات امروزی کمی ادبی و فاخر است و نویسنده با استفاده از ایده‌هایی مثل بازی کردن با پاورقی‌ها یا روایت‌های خارج از قاب، فضایی جدید را برای تجربه کردن در اختیار خواننده قرار می‌دهد.

## جوایز
مجموعه داستان آوای نهنگ برنده هفتمین جایزده کتاب فصل شد.